# Marc Schnatterer
Marc Schnatterer (Heilbronn, Baden-Wurtemberg, Alemania, 18 de noviembre de 1985) es un  exfutbolista alemán que se desempeñaba como delantero. Su último club fue el  Waldhof Mannheimde la 3. Liga..

## Trayectoria
Schnatterer se formó en las divisiones juveniles del SGV Freiberg, perteneciente a la ciudad de Freiberg am Neckar, aproximadamente 30 km al sur de su localidad natal. Integró las plantillas sub-17 y sub-19 del club antes de llegar al primer equipo.
Su debut profesional se dio a la edad de 18 años, el 5 de mayo de 2004, en un partido adelantado por la 35.ª fecha de la Oberliga Baden-Wurtemberg ante Waldhof Mannheim, que finalizó con una agónica victoria de su club por 3-2. Schnatterer fue parte de la alineación inicial y disputó 78 minutos antes de ser reemplazado por Bilal Yildiz. El 14 de mayo de 2004, sólo nueve días después de su debut, convirtió sus dos primeros tantos, ante Bonlanden por la jornada 33 del mismo certamen. El partido terminó con un triunfo por 3-2, con Schnatterer abriendo el marcador a los 32 minutos de juego y convirtiendo luego el 3-0 parcial a los 23 del complemento. Acabó el campeonato disputando 6 partidos y marcando 3 goles.
Para la temporada siguiente, Schnatterer ya había pasado a ser pieza fundamental del equipo, tal así que jugó los 34 encuentros de la Oberliga, la mayoría de ellos como titular. Marcó sólo 4 goles por liga, en la que Freiberg finalizó en 14.ª posición de 18 equipos. Su rendimiento mejoró levemente en la temporada 2005-06, en la que disputó 29 encuentros y convirtió 7 goles, con el equipo terminando en 7.º lugar.
A mediados del 2006, Schnatterer pasó a Karlsruher II, que por entonces disputaba la ya extinta Regionalliga Süd. No logró afirmarse de manera definitiva en el equipo, incluso su debut se dio recién el 17 de noviembre de 2006, ingresando como suplente ante Reutlingen a 22 minutos del final del partido. En sus dos temporadas en el club, jugó 37 partidos —26 como titular—, marcando solamente 2 goles.
En julio de 2008, se hizo efectivo su traspaso a Heidenheim 1846, recién ascendido a la Regionalliga Süd. Schnatterer se afianzó rápidamente en el club, participando de los 34 juegos de la temporada 2008-09, en la que Heidenheim se consagró campeón, siendo promovido a la 3. Liga.
La presencia del club en la tercera categoría tuvo resultados más satisfactorios de lo esperado. En su primer año, Heidenheim alcanzó la 6.ª posición, acabando sólo cinco unidades del tercer puesto —último lugar para el ascenso—. Schnatterer se consagró como pieza clave en el plantel, apuntándose como titular indiscutido y jugando 74 de los 76 partidos en las temporadas 2009-10 y 2010-11, y marcó 17 goles.
Con el inicio del campeonato 2011-12, Schnatterer se hizo dueño de la capitanía del equipo. Las primeras fechas otorgaron un panorama promisorio para el Heidenheim: en cuatro jornadas, el equipo se mantenía líder con tres victorias y un empates. Schnatterer fue, justamente, protagonista principal de aquel arranque ilusionador, al convertir en todos los encuentros. Para colmo, el 30 de julio de 2011, marcó el 2-1 definitivo que le dio la histórica victoria a su equipo frente a Werder Bremen, por la primera ronda de la Copa de Alemania. Sin embargo, una fractura en el metatarsiano en el partido de la quinta jornada ante Carl Zeiss Jena marginó a Schnatterer de los terrenos durante tres meses. La lesión afectó notoriamente al equipo, que durante su ausencia disputó 11 encuentros en los que cosechó sólo 3 victorias y 4 empates. A pesar de ello, Heidenheim terminó el campeonato en la 4.ª posición, a un punto del puesto de play-off para el ascenso.
La temporada 2012-13 fue la mejor en materia personal para Schnatterer desde su llegada a Heidenheim. Disputó 37 partidos como titular, en los que registró 16 goles y 19 asistencias. Al igual que en la temporada previa, el equipo terminó a un punto del tercero, compartiendo la cuarta posición con Preußen Münster.
El nivel de Schnatterer no disminuyó en el siguiente campeonato, que dictaminó el esperado ascenso a la 2. Bundesliga. Al igual que en las temporadas previas y con la cinta de capitán en su manga, el delantero se consagró como pieza fundamental del equipo. El 25 de enero de 2014, marcó su primer triplete: fue frente a Chemnitzer, por la 22.ª fecha, en un partido que terminó 3-0. El ascenso se consumó en la jornada 35, con un empate 1-1 como visitante ante Elversberg. Schnatterer jugó todos los encuentros de liga como titular, fue reemplazado sólo siete veces y convirtió 13 tantos.
Desde el ascenso del club hasta la actualidad, Schnatterer ha mantenido de forma constante su presencia como titular, además de conservar la capitanía. El 14 de septiembre de 2019, cumplió 400 partidos con Heidenheim, en un encuentro válido por la sexta fecha de la 2. Bundesliga, que acabó con victoria 3 a 0 sobre Holstein Kiel.

## Estadísticas

### Clubes
| Club             | País     | Año         |
| ---------------- | -------- | ----------- |
| Freiberg         | Alemania | 2004 - 2006 |
| Karlsruher II    | Alemania | 2006 - 2008 |
| Heidenheim 1846  | Alemania | 2008 -2021  |
| Waldhof Mannheim | Alemania | 2021-2023   |

| Club | Div.                | Temporada           | Liga | Liga | Liga | Copas nacionales(1) | Copas nacionales(1) | Copas nacionales(1) | Torneos internacionales(2) | Torneos internacionales(2) | Torneos internacionales(2) | Total(3) | Total(3) | Total(3) |
| Club | Div.                | Temporada           | PJ   | G    | A    | PJ                  | G                   | A                   | PJ                         | G                          | A                          | PJ       | G        | A        |
| --- | ------------------- | ------------------- | ---- | ---- | ---- | ------------------- | ------------------- | ------------------- | -------------------------- | -------------------------- | -------------------------- | -------- | -------- | -------- |
| Freiberg · Alemania | 4.ª                 | 2003-04             | 6    | 3    | 0    | —                   | —                   | —                   | —                          | —                          | —                          | 6        | 3        | 0        |
| Freiberg · Alemania | 4.ª                 | 2004-05             | 34   | 4    | 0    | —                   | —                   | —                   | —                          | —                          | —                          | 34       | 4        | 0        |
| Freiberg · Alemania | 4.ª                 | 2005-06             | 29   | 7    | 0    | —                   | —                   | —                   | —                          | —                          | —                          | 29       | 7        | 0        |
| Freiberg · Alemania | Total               | Total               | 69   | 14   | 0    | —                   | —                   | —                   | —                          | —                          | —                          | 69       | 14       | 0        |
| Karlsruher II · Alemania | 3.ª                 | 2006-07             | 15   | 0    | 0    | —                   | —                   | —                   | —                          | —                          | —                          | 15       | 0        | 0        |
| Karlsruher II · Alemania | 3.ª                 | 2007-08             | 22   | 2    | 0    | —                   | —                   | —                   | —                          | —                          | —                          | 22       | 2        | 0        |
| Karlsruher II · Alemania | Total               | Total               | 37   | 2    | 0    | —                   | —                   | —                   | —                          | —                          | —                          | 37       | 2        | 0        |
| Heidenheim 1846 · Alemania | 4.ª                 | 2008-09             | 34   | 7    | 0    | 1                   | 0                   | 0                   | —                          | —                          | —                          | 35       | 7        | 0        |
| Heidenheim 1846 · Alemania | 3.ª                 | 2009-10             | 36   | 5    | 8    | —                   | —                   | —                   | —                          | —                          | —                          | 36       | 5        | 8        |
| Heidenheim 1846 · Alemania | 3.ª                 | 2010-11             | 38   | 12   | 9    | —                   | —                   | —                   | —                          | —                          | —                          | 38       | 12       | 9        |
| Heidenheim 1846 · Alemania | 3.ª                 | 2011-12             | 27   | 11   | 7    | 1                   | 1                   | 0                   | —                          | —                          | —                          | 28       | 12       | 7        |
| Heidenheim 1846 · Alemania | 3.ª                 | 2012-13             | 37   | 16   | 19   | 1                   | 0                   | 0                   | —                          | —                          | —                          | 38       | 16       | 19       |
| Heidenheim 1846 · Alemania | 3.ª                 | 2013-14             | 38   | 13   | 12   | 1                   | 0                   | 1                   | —                          | —                          | —                          | 39       | 13       | 13       |
| Heidenheim 1846 · Alemania | 2.ª                 | 2014-15             | 34   | 11   | 10   | 2                   | 2                   | 0                   | —                          | —                          | —                          | 36       | 13       | 10       |
| Heidenheim 1846 · Alemania | 2.ª                 | 2015-16             | 34   | 6    | 7    | 4                   | 2                   | 2                   | —                          | —                          | —                          | 38       | 8        | 9        |
| Heidenheim 1846 · Alemania | 2.ª                 | 2016-17             | 34   | 11   | 14   | 2                   | 0                   | 0                   | —                          | —                          | —                          | 36       | 11       | 14       |
| Heidenheim 1846 · Alemania | 2.ª                 | 2017-18             | 32   | 8    | 14   | 3                   | 1                   | 3                   | —                          | —                          | —                          | 35       | 9        | 17       |
| Heidenheim 1846 · Alemania | 2.ª                 | 2018-19             | 31   | 10   | 9    | 3                   | 2                   | 1                   | —                          | —                          | —                          | 34       | 12       | 10       |
| Heidenheim 1846 · Alemania | 2.ª                 | 2019-20             | 10   | 1    | 3    | 1                   | 1                   | 0                   | —                          | —                          | —                          | 11       | 2        | 3        |
| Heidenheim 1846 · Alemania | Total               | Total               | 385  | 111  | 112  | 19                  | 9                   | 7                   | 0                          | 0                          | 0                          | 404      | 120      | 119      |
| Total en su carrera | Total en su carrera | Total en su carrera | 491  | 127  | 112  | 19                  | 9                   | 7                   | 0                          | 0                          | 0                          | 510      | 136      | 119      |
| (1) Incluye datos de la Copa de Alemania. (2) Incluye datos de la Liga de Campeones y la Liga Europa. (3) No incluye goles en partidos amistosos. |                     |                     |      |      |      |                     |                     |                     |                            |                            |                            |          |          |          |

## Palmarés

### Campeonatos nacionales
| Título             | Club             | País     | Año     |
| ------------------ | ---------------- | -------- | ------- |
| Regionalliga Süd   | Heidenheim 1846  | Alemania | 2008-09 |
| Copa de Wurtemberg | Heidenheim 1846  | Alemania | 2010-11 |
| Copa de Wurtemberg | Heidenheim 1846  | Alemania | 2011-12 |
| Copa de Wurtemberg | Heidenheim 1846  | Alemania | 2012-13 |
| Copa de Wurtemberg | Heidenheim 1846  | Alemania | 2013-14 |
| 3. Liga            | Heidenheim 1846  | Alemania | 2013-14 |
| Copa de Baden      | Waldhof Mannheim | Alemania | 2021-22 |